# Troy (condado de St. Croix, Wisconsin)
Troy es un pueblo ubicado en el condado de St. Croix en el estado estadounidense de Wisconsin. En el Censo de 2010 tenía una población de 4705 habitantes y una densidad poblacional de 46,42 personas por km².

## Geografía
Troy se encuentra ubicado en las coordenadas 44°54′26″N 92°41′14″O / 44.90722, -92.68722. Según la Oficina del Censo de los Estados Unidos, Troy tiene una superficie total de 101.36 km², de la cual 96.09 km² corresponden a tierra firme y (5.2%) 5.28 km² es agua.

## Demografía
Según el censo de 2010, había 4705 personas residiendo en Troy. La densidad de población era de 46,42 hab./km². De los 4705 habitantes, Troy estaba compuesto por el 96.05% blancos, el 0.38% eran afroamericanos, el 0.23% eran amerindios, el 1.55% eran asiáticos, el 0% eran isleños del Pacífico, el 0.36% eran de otras razas y el 1.42% pertenecían a dos o más razas. Del total de la población el 1.7% eran hispanos o latinos de cualquier raza.